# 5249 Giza
5249 Giza eller 1983 HJ är en asteroid i huvudbältet som upptäcktes den 18 april 1983 av den amerikanske astronomen Norman G. Thomas vid Anderson Mesa Station. Den är uppkallad efter den egyptiska staden, Giza.
Asteroiden har en diameter på ungefär 20 kilometer och den tillhör asteroidgruppen Themis.